# Copablepharon gillaspyi
Copablepharon gillaspyi là một loài bướm đêm trong họ Noctuidae.